# Mistrzostwa Australii i Oceanii w Strzelectwie 1997
Mistrzostwa Australii i Oceanii w Strzelectwie 1997 – piąte mistrzostwa Australii i Oceanii w strzelectwie; rozegrano je w australijskiej Adelajdzie. 
W programie mistrzostw znalazło się 26 konkurencji: 14 dla mężczyzn, 7 dla kobiet, a także 5 dla juniorów. Zawody zdominowali reprezentanci Australii, którzy wygrali 22 złote medale.

## Klasyfikacja medalowa
Gospodarze mistrzostw
| Pozycja | Kraj          | Złoto | Srebro | Brąz | Łącznie |
| ------- | ------------- | ----- | ------ | ---- | ------- |
| 1       | Australia     | 22    | 20     | 16   | 58      |
| 2       | Nowa Zelandia | 4     | 6      | 10   | 20      |

## Medaliści

### Mężczyźni
| Konkurencja                         | Złoto             | Wynik              | Srebro           | Wynik              | Brąz             | Wynik              |
| Karabin dowolny, trzy pozycje, 50 m | Les Imgrund       | 1128+92,1 (1220,1) | Dean Turley      | 1125+88,2 (1213,2) | Lindsay Smith    | 1122+88,3 (1210,3) |
| Karabin dowolny leżąc, 50 m         | Dean Turley       | 591+101,6 (692,6)  | Lindsay Arthur   | 590+101,6 (691,6)  | Ivan Kelly       | 589+102,0 (691,0)  |
| Karabin dowolny leżąc, 300 m        | Leonard La Tours  | 589                | Stanley Golinski | 587                | David Hollister  | 586                |
| Karabin pneumatyczny, 10 m          | Garrin Angel      | 572+97,2 (669,2)   | Bobson Tsai      | 567+98,6 (665,6)   | Andre Gmur       | 567+96,2 (663,2)   |
| Pistolet centralnego zapłonu, 25 m  | Alex Kupke        | 572                | Lex Porebski     | 567                | Jason Wakeling   | 566                |
| Pistolet dowolny, 50 m              | Warren Potter     | 542+90,8 (632,8)   | Lex Porebski     | 536+94,6 (630,6)   | Damien Rogers    | 537+92,6 (629,6)   |
| Pistolet pneumatyczny, 10 m         | Alex Kupke        | 572+96,4 (668,4)   | Damien Rogers    | 566+100,1 (666,1)  | Gregory Yelavich | 571+94,3 (665,3)   |
| Pistolet standardowy, 25 m          | Adrian Berthelsen | 572                | Alex Kupke       | 559                | Damien Rogers    | 551                |
| Pistolet szybkostrzelny, 25 m       | Jason Wakeling    | 577+100,3 (677,3)  | Michael Smith    | 565+101,4 (666,4)  | Peter Edgcumbe   | 565+93,4 (658,4)   |
| Ruchoma tarcza, 10 m                | Bryan Wilson      | 562+99,6 (661,6)   | Paul Carmine     | 535+90,4 (625,4)   | Rodney Davis     | 535+90,2 (625,2)   |
| Ruchoma tarcza, 10 m mix            | Bryan Wilson      | 360                | Anthony Clarke   | 357                | Rodney Davis     | 356                |
| Skeet                               | David Cunningham  | 118+23 (141)       | Craig Meuleman   | 118+20 (138)       | Clive Barton     | 115+22 (137)       |
| Trap                                | Adam Vella        | 121+24 (145)       | Benjamin Kelley  | 117+23 (140)       | Brian Wistrand   | 117+22 (139)       |
| Trap podwójny                       | Russell Mark      | 138+48 (186)       | Adam Vella       | 139+43 (182)       | John Maxwell     | 134+46 (180)       |

### Kobiety
| Konkurencja                         | Złoto              | Wynik             | Srebro             | Wynik            | Brąz             | Wynik            |
| Karabin dowolny, trzy pozycje, 50 m | Belinda Muehlberg  | 555+92,1 (647,1)  | Carolyn Quigley    | 563+84,0 (647,0) | Stella Sheldon   | 549+94,2 (643,2) |
| Karabin dowolny leżąc, 50 m         | Kim Frazer         | 591               | Janelle Rossiter   | 587              | Raewyn Bushby    | 586              |
| Karabin pneumatyczny, 10 metrów     | Carolyn Quigley    | 389+100,6 (489,6) | Suzanne Banks      | 385+99,2 (484,2) | Susan McCready   | 385+98,5 (483,5) |
| Pistolet pneumatyczny, 10 metrów    | Christine Trefry   | 373+101,6 (474,6) | Valerie Powell     | 375+99,3 (474,3) | Annemarie Forder | 370+98,9 (468,9) |
| Pistolet sportowy, 25 metrów        | Jocelyn Lees       | 571+95,9 (666,9)  | Karen Hitchcock    | 564+96,3 (660,3) | Ann Potter       | 560+98,1 (658,1) |
| Trap                                | Deserie Huddleston | 113+24 (137)      | Lorraine Lloyd     | 105+20 (125)     | Dorothy Trindall | 104+19 (123)     |
| Trap podwójny                       | Annmaree Roberts   | 96+36 (132)       | Deserie Huddleston | 97+33 (130)      | Dorothy Trindall | 90+33 (123)      |

### Juniorzy
| Konkurencja                 | Złoto            | Wynik        | Srebro          | Wynik        | Brąz          | Wynik        |
| Karabin dowolny leżąc, 50 m | Steele Gibson    | 583          | James Cheeseman | 582          | Henry Morgan  | 577          |
| Karabin pneumatyczny, 10 m  | Mark Johnson     | 568          | Ben Mahoney     | 556          | Andrew Warren | 545          |
| Skeet                       | Michael Wenzel   | 109+24 (133) | Mark Crimmins   | 111+21 (132) | Colin Moore   | 108+19 (127) |
| Trap                        | Nathan McDonnell | 116+22 (138) | Derek Bruce     | 113+20 (133) | Scott Wilson  | 108+24 (132) |
| Trap podwójny               | Nathan Cassells  | 126+43 (169) | Mark Crimmins   | 124+40 (164) | Scott Wilson  | 126+37 (163) |